# 73式装甲車
73式装甲車（ななさんしきそうこうしゃ）は、陸上自衛隊で使用されている装甲人員輸送車である。

## 概要
73式装甲車は60式装甲車の後継として1973年（昭和48年）に制式化された装甲車である。1974年（昭和49年）から陸上自衛隊への配備が始まり、合計で338両が生産され、最終的には調達価格ベースで約1億円程度まで単価が減少した。
全体的なデザインおよび車内レイアウトは60式装甲車を踏襲しており、車体前部右側に操縦士席、左側に銃座と前方銃手席がある。車体は60式装甲車より1m延長され、後部兵員室には一個小銃班8名が乗車可能である。兵員室上面に大型の両開き式ハッチを備え、側面にガンポートが左右各3箇所、計6箇所設けられている。ガンポートはT字型をしており、下の部分から小銃を突き出し、上の横長の部分から照準を行う。ただし兵員室は隊員が向かい合わせに乗車する形状のため、ガンポートから射撃を行う際は子どもが電車の座席から窓の外を見るような姿勢とならざるをえない。対NBC戦闘などの際は密閉式の蓋をすることができるが、他にペリスコープなど兵員室から外部を視察できるような装備はない。車体後部には3連装の発煙弾発射機を装備しており、総合的には60式装甲車に比べれば装備、隊員の居住性の充実が図られている。
車体には軽量なアルミニウム合金を採用し、浮上航行能力とNBC防護力を備えている。浮上航行については、棒と舵を用いて操舵を行う。国内の河川の護岸整備が進み、陸上自衛隊の施設科部隊に81式自走架柱橋などの本格的な架橋装備が行き渡っている現在ではこのような車両独自の浮航装備の必要性は薄いと思われてきた。また、たとえ浮航を行うにしてもこの車体においては、フロートの追加など、煩雑な30分ほどの事前作業が必要であり、各部隊で行われた実験は「沈没」という結果を数多く残しており、スペック上浮上航行能力はあり、訓練は行われるが実用性なしというのが実情のようである。
エンジンは、74式戦車及び75式自走155mmりゅう弾砲のものと主要部位を共通化したファミリーエンジンを採用している。
現在は、96式装輪装甲車が制式採用され、配備が進んでいるが、機甲師団である第7師団では現在でも普通科の主力装備であるほか、災害対策用として第8師団にも少数が引き続き配備されている。
悪路において戦車に追従するのが難しい82式指揮通信車や96式装輪装甲車などの装輪式車両に代わり、通信機材を搭載して移動指揮車等としても使われている。

## 開発
60式装甲車の後継車として、当時開発中だった新戦車（後の74式戦車）に随伴する新型装甲車の開発が決定する。
1967年（昭和42年）から部分試作が開始され、1968年（昭和43年）に部分試作車「SU-T」が完成した。1969年（昭和44年）からの試験後、三菱重工業と小松製作所に対して試作車4両が発注され、1970年（昭和45年）に三菱重工業の試作車「SUB I-1」「SUB I-2」、小松製作所の試作車「SUB II-1」「SUB II-2」がそれぞれ完成し、1970年（昭和45年）-1971年（昭和46年）にかけて技術試験が行われた。1973年（昭和48年）に三菱製の車両を「73式装甲車」として制式採用した。
試作時には20mm機関砲を搭載する事も検討され、搭載試験も行われたが、生産型への搭載は見送られた。
- 車体関係
  - アルミニウム合金装甲：神戸製鋼所
  - 装甲鋼板：三菱製鋼
- 走行装置関係
  - 発動機：三菱重工業
  - 変速機：日立製作所
  - 操向装置：三菱重工業
  - 懸架装置：三菱重工業
  - 履帯：小松製作所
- 夜間行動/戦闘装備関係
  - 暗視装置：日本電気

三菱重工業製
- 1号車「SUB I-1」
  - 防弾鋼板製
  - キューポラ外部に12.7mm重機関銃M2装備
- 2号車「SUB I-2」
  - アルミ合金防弾板製
  - キューポラ外部に12.7mm重機関銃M2装備
  - 車高可変装置付き

小松製作所製
- 1号車「SUB II-1」
  - 防弾鋼板製
  - ターレットに12.7mm重機関銃M2装備
- 2号車「SUB II-2」
  - アルミ合金防弾板製
  - ターレットにラインメタル製20mm機関砲装備
  - 車体前面にウインチ装備

## 武装
NBC環境下での戦闘を考慮し、車内からの操作が可能なリモコン式の12.7mm重機関銃M2銃塔を車体上面に装備した。
車体前面には前面機銃として7.62mm機関銃を装備しており、試作型おおよび生産当初の型では7.62mm機関銃M1919を装備しているが、陸上自衛隊の装備体系が西側諸国標準の7.62x51mm NATO弾を使用する64式7.62mm小銃および62式7.62mm機関銃へと完全に切り替わった事に合わせ、1980年代の中頃より前面機銃は順次74式車載7.62mm機関銃へと更新されている。

## 比較
|          | AMPV        | M113         | FV432        | Pbv 301     | 60式        | 63式         | 73式        |
| -------- | ----------- | ------------ | ------------ | ----------- | ----------- | ------------ | ----------- |
| 画像     |             |              |              |             |             |              |             |
| 全長     | 7.2 m       | 4.86 m       | 5.25 m       | 4.66 m      | 4.85 m      | 5.476 m      | 5.80 m      |
| 全幅     | 3.7 m       | 2.69 m       | 2.80 m       | 2.23 m      | 2.40 m      | 2.978 m      | 2.90 m      |
| 全高     | 3.1 m       | 2.50 m       | 2.28 m       | 2.64 m      | 1.70 m      | 2.58 m       | 2.21 m      |
| 重量     | 39 t        | 12.3 t       | 15.3 t       | 11.7 t      | 11.8 t      | 12.6 t       | 13.3 t      |
| 最大出力 | 600 hp      | 275 hp       | 240 hp       | 150 hp      | 220 hp      | 320 hp       | 300 hp      |
| 最高速度 | 61 km/h     | 64 km/h      | 52 km/h      | 45 km/h     | 45 km/h     | 65 km/h      | 60 km/h     |
| 乗員数   | 2名+兵員6名 | 2名+兵員11名 | 2名+兵員10名 | 2名+兵員8名 | 4名+兵員6名 | 2名+兵員13名 | 4名+兵員8名 |

## 配備
本車両は北海道に配備されていた60式装甲車と置き換える形で配備が進み、主に普通科部隊（機械化連隊）、戦車部隊、施設部隊や通信部隊（第7師団）などに配備され、北海道への配備が完了後本州の各戦車・施設・通信大隊などへの配備が行われた。師団/旅団の戦車部隊の本部や方面の施設群（施設大隊など）に配備されていたが、ほとんどが96式装輪装甲車へ更新された。現在は、第11普通科連隊の一部中隊（第2中隊、第4中隊、第6中隊）を主に第7師団隷下の部隊に集中して配備されている。
管区内に多くの火山が所在する第8師団では、北海道からの管理換えで第12、第43の各普通科連隊に少数が配備されている。

## 派生型
73式装甲車の派生型として以下の装備が制式化されている。
- 74式自走105mmりゅう弾砲
- 75式自走地上風測定装置
- 75式130mm自走多連装ロケット弾発射機
- 76式対砲レーダー装置

その他、一部の車両に70式地雷原爆破装置を搭載し施設科部隊で使用したり、第7通信大隊第1中隊ではDICS（改）局地無線搬送装置を搭載している。正式な派生型ではないものの、第7師団で1970年代後半に試験的に改装された車両が存在した。車体後部の後部兵員室上に板金をリベット止めで組み立てた箱型の天蓋を設置し、M557のように兵員室内部の容積を増加させていた。天蓋には左右各3か所と後部にガンポートが、上部には複数のペリスコープが設置されており、兵員室で立ち上がった状態で車内から射撃可能になっていた。天蓋は車体に被せてあるだけで固定されておらず、試験終了後には元に戻されたという。

## 登場作品

### 映画
『ゴジラシリーズ』
『ゴジラvsビオランテ』
実物が日本映画初登場。芦ノ湖や伊勢湾へ移動する自衛隊の車列の中に確認できる。中盤での自衛隊が伊勢湾に向けて集結するシーンは、富士総合火力演習を撮影した映像を使用している。
『ゴジラvsキングギドラ』
序盤にて、富士山麓に着陸したUFOを包囲する自衛隊車両の1つとして登場。中盤では、札幌市に襲来するゴジラの迎撃に向かう様子も確認できる。
『ゴジラvsデストロイア』
デストロイア幼体を迎撃するため、東京臨海副都心に展開して防衛ラインを形成する自衛隊車両群の中に確認できる。
『ゴジラ2000 ミレニアム』
フルメタルミサイル車として登場。実車にスタッフが製作した撮影用プロップ（撮影用の道具）を合成している。

### アニメ・漫画
『代紋TAKE2』
江原慎吾が雇った傭兵の火力に、警察力のみでの対処が困難となったため、陸上自衛隊に治安出動が発令された際、73式大型トラック・73式小型トラックとともに第27普通科連隊所属車両が登場。犯罪者や傭兵に対し、12.7mm重機関銃M2で攻撃を行う。
『絶対可憐チルドレン』
皆本光一の車を潰した。
『続・戦国自衛隊』
戦国時代にタイムスリップした自衛隊の装備の1つとして登場。2両配備されており、「関ヶ原の戦い」に投入されるが、徳川家康に協力するアメリカ海兵隊の襲撃を受けてしまう。
『ハヤテのごとく!』
第31話で迷子になった子供2人の親を探すため、軽装甲機動車や96式装輪装甲車と共に登場。
『滅びの笛』
第1師団所属を始めとする多数の車両が登場。襲撃してくるネズミたちが中に入ってこれないことから、主要な移動手段として使用されるが、何両かは大量のネズミをひき殺したことで肉片がキャタピラに絡みついたため、スリップを起こし走行不能に陥ってしまう。
『まりかセヴン』
怪獣バグモン攻撃のため、87式偵察警戒車と共に出動。幼体の群れの殲滅には成功するが、地中から出現した成体には対抗できなかった。

### 小説
『海の底』
終盤にて、第31普通科連隊所属車両が登場。横須賀市を占拠したレガリスを掃討する。
『生存者ゼロ』
第7師団所属車両が登場。終盤、主人公ら自衛官を乗せて移動に使われる。
『ゼロの迎撃』
安生正の小説。第1空挺団所属の車両が登場。川添一尉が率いるAH-64Dの援護を受けつつ、北朝鮮特殊部隊が潜むビルに奇襲を仕掛ける。また、第1普通科連隊所属の車両も登場し、1個小隊と真下三佐を清洲橋まで輸送する。
『パラレルワールド大戦争』
豊田有恒の小説。松代大本営跡に生じたタイムトンネルを介して1945年の日本に介入した自衛隊の装備の一つとして、後半に登場。
『遙かなる星』
第3巻に増加装甲と20mm機関砲を装備した改良型が「七三式装甲車改」の名称で登場。キューバ危機をきっかけに核戦争と化した第三次世界大戦の終結後、崩壊したアメリカ合衆国本土に派遣された陸上自衛隊が装備しており、武装勢力との戦闘に投入される。

### ゲーム
『Wargame Red Dragon』
自衛隊デッキに「NANA-SAN SHIKI CV」の名称で指揮車に改造された車両が登場する。通常型も「NANA-SAN SHIKI」の名称で登場するが、車体前面機銃がM60機関銃となっている。